# Mathilde Saliou
Mathilde Saliou est une journaliste spécialisée dans le numérique, écrivaine et féministe française.
Elle est auteure de l’ouvrage Techno féminisme paru en 2023 chez Grasset.

## Biographie

### Enfance, éducation et débuts
Mathilde Saliou est une auteure française née en 1992 et est diplômée de Sciences Po Paris, où elle contribue au journal étudiant La Péniche,,,.

### Parcours et engagements
Mathilde Saliou est une journaliste spécialisée dans les questions numériques. Elle a travaillé pour des organes de médias tels The Guardian, RFI, 20 Minutes, Les Inrocks, Next INpact.
Elle milite pour une meilleure représentation des femmes dans le monde numérique. Journaliste engagée, en 2018, elle pose la question de la création d'un parti féministe. En 2022, elle participe à la publication de travaux donnant la parole aux victimes d'abus.
En 2023, elle publie un ouvrage sur le Technoféminisme, intitulé Technoféminisme, comment le numérique aggrave les inégalités chez Grasset,,.
En mai 2024, elle fait partie des 1300 anciens de Sciences Po Paris qui signent une pétition pour la cause de la Palestine,,,.

## Ouvrage
- Technoféminisme, Comment le numérique aggrave les inégalités? Mathilde Saliou, édition Grasset, 2023[15]

Le livre Technoféminisme de Mathilde Saliou explore la manière dont le monde numérique, dominé par des normes masculines, marginalise la diversité et alimente des dynamiques discriminatoires. À travers une analyse des mécanismes de haine en ligne, du sexisme et du racisme systémique dans l’industrie technologique, l’ouvrage met en lumière les conséquences sociales et politiques de cette exclusion, jusqu’à ses impacts sur la démocratie. Il dévoile le rôle des géants du numérique dans la consolidation des communautés masculinistes, souvent violentes, et leur lien avec l’extrême droite mondiale,.
Parallèlement, le livre propose une relecture historique en mettant en avant des figures oubliées comme Ada Lovelace, Hedy Lamarr ou Katherine Johnson, pionnières ayant façonné l’histoire de la technologie. Mathilde Saliou interroge aussi les discriminations produites par les algorithmes et les biais dans le financement de l’industrie tech. Enfin, elle explore les efforts de chercheuses et activistes pour transformer ces mondes numériques en espaces plus inclusifs, en proposant des pistes concrètes pour construire un avenir technoféministe.